# Łojmoła (stacja kolejowa)
Łojmoła (ros. Лоймола, krl. Laimola, fiń. Loimola) – stacja kolejowa w miejscowości Łojmoła, w rejonie suojarwskim, w Karelii, w Rosji. Położona jest na linii Chijtoła – Suojarwi.
Stacja powstała w okresie międzywojennym, gdy tereny te należały do Finlandii.

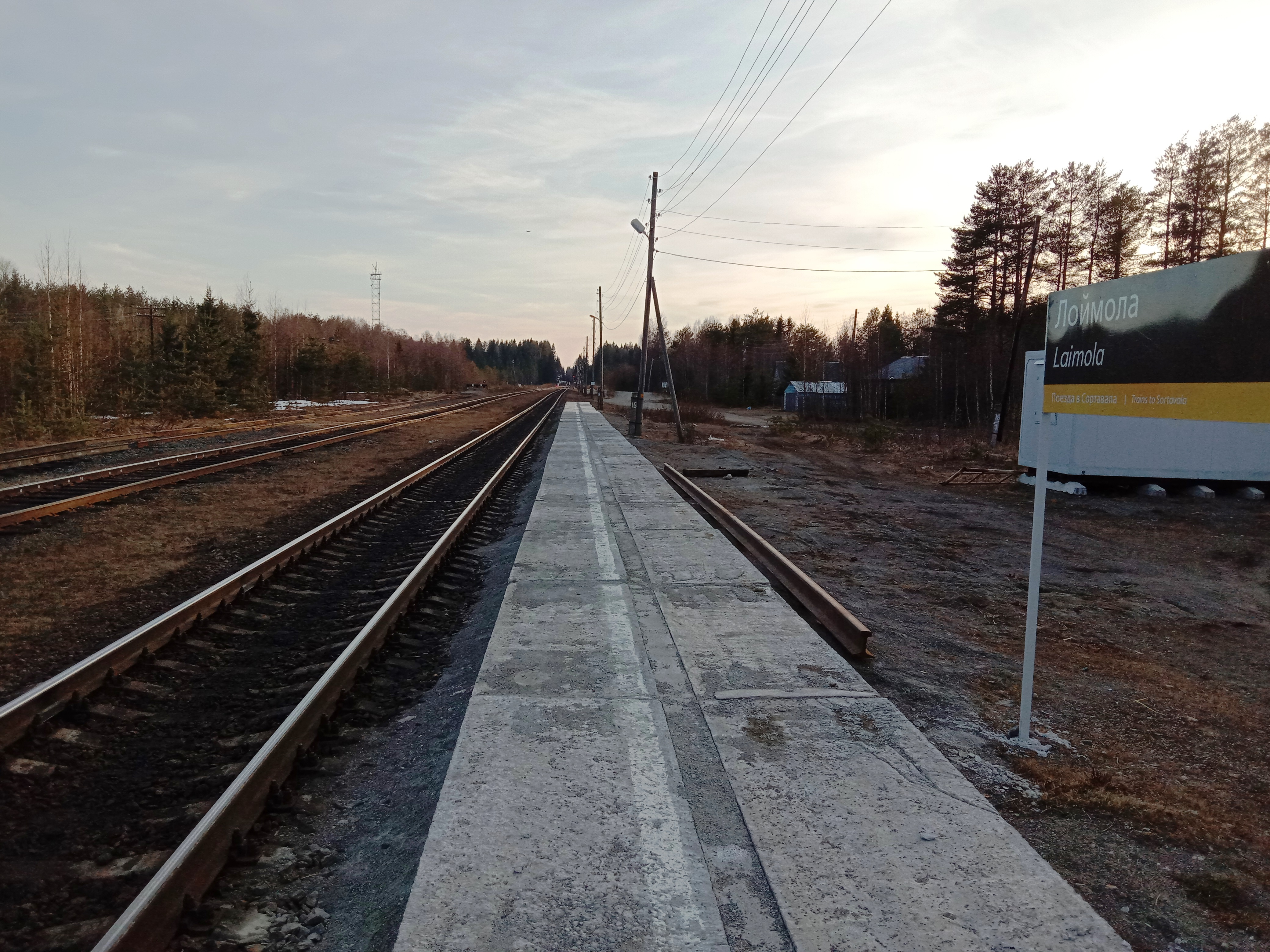
widok w stronę Janisjarwi
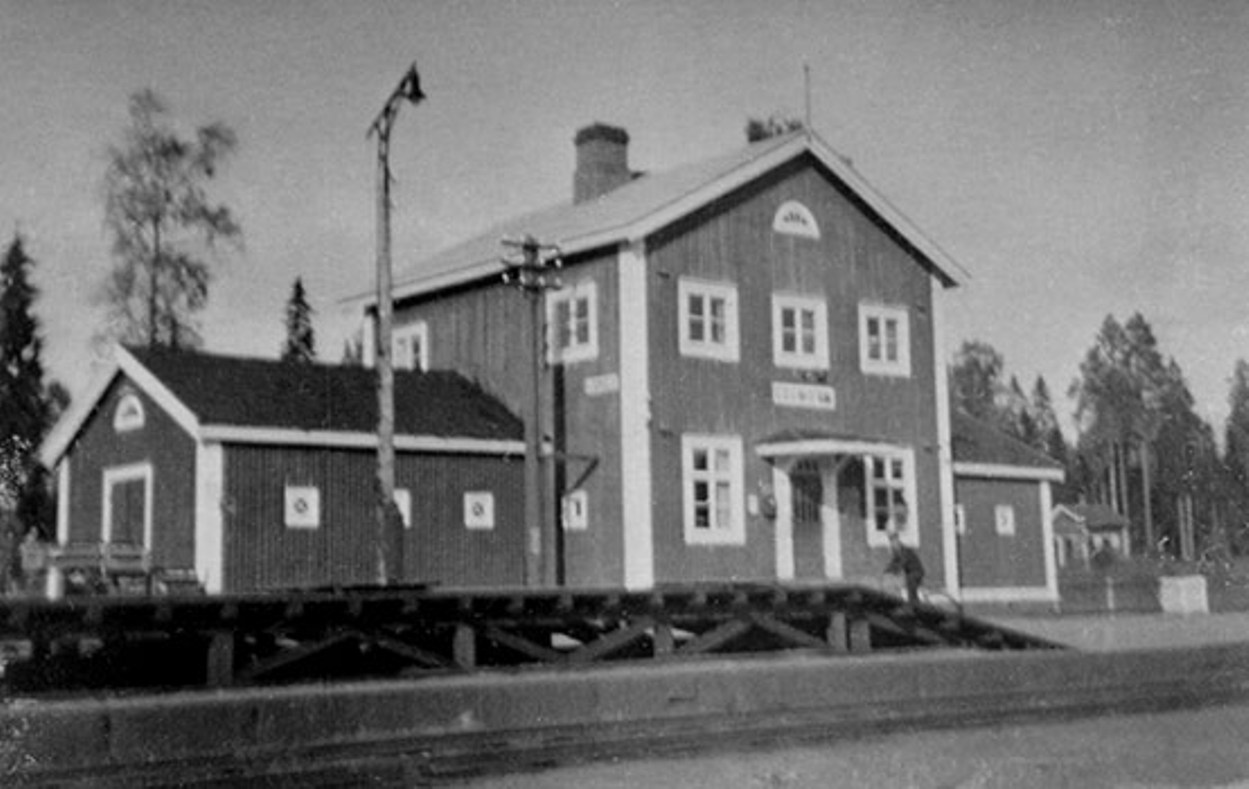
stacja w latach 30. XX w.
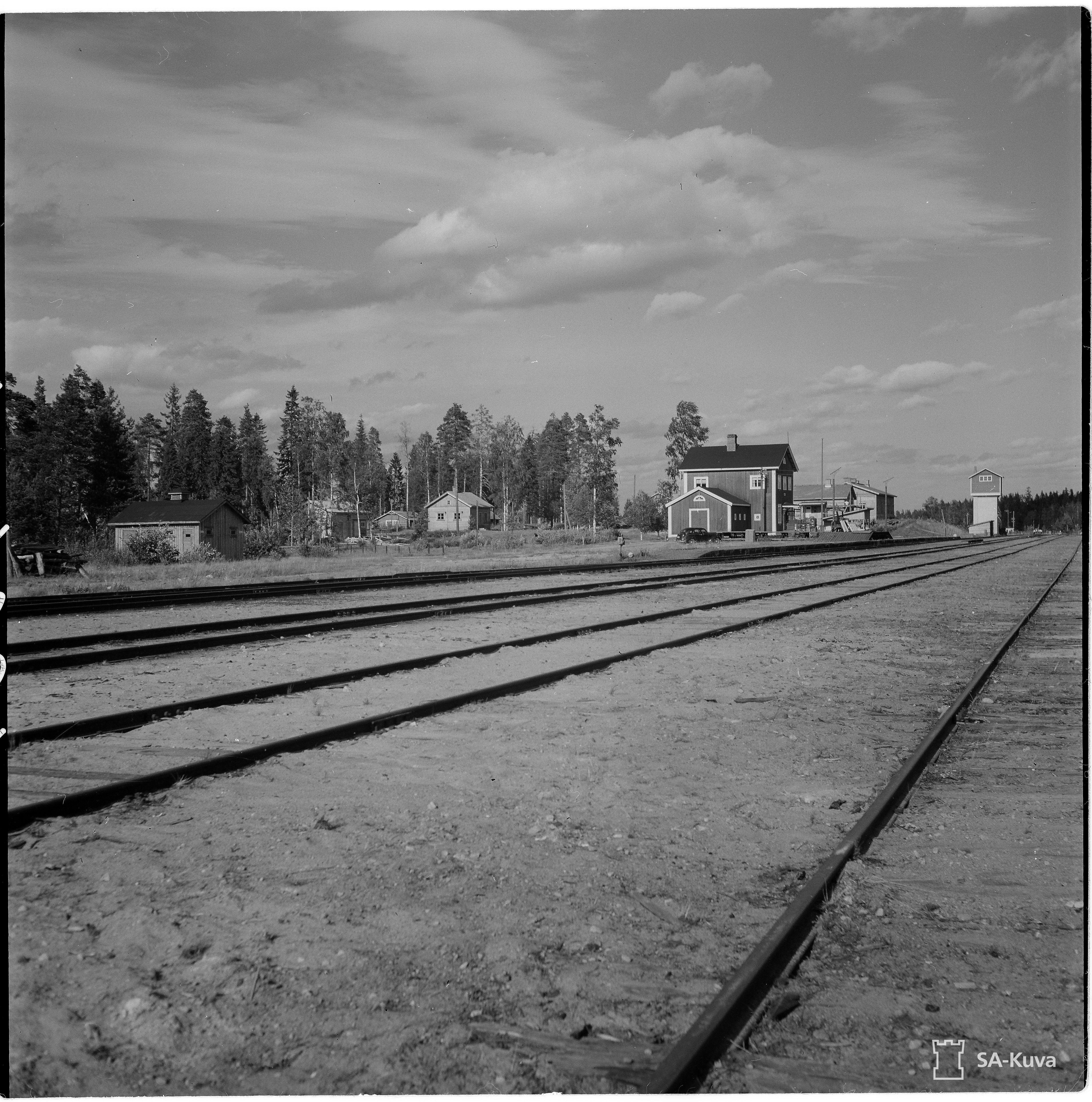
stacja ok. 1940